# کارلوس هنریکه دو سانتوس سوزا
کارلوس هنریکه دو سانتوس سوزا (به پرتغالی: Carlos Henrique benjamin dos Santos Souza) مدافع اهل برزیل است که در شهر ریودو ژانیرو و در تاریخ ۲ مهٔ ۱۹۸۳ به دنیا آمده‌است.
کارلوس هنریکه دو سانتوس سوزا در تیم‌های فوتبال فلامینگو ،بوردو سابقهٔ حضور دارد.